# Santa María (distrito do Panamá)
Santa María é um distrito da província de Herrera, Panamá. Possui uma área de 157,50 km² e uma população de 6.992 habitantes (censo 2000), perfazendo uma densidade demográfica de 44,39 hab./km². Sua capital é a cidade de Santa María.